# Cat Shit One
『Cat Shit One』（キャットシットワン）は、小林源文の漫画作品（フィクション）。ソフトバンククリエイティブ社にて1998年から現在通算9巻が発行されている。日本の他、アメリカ (ADV Manga) 、スペイン (Glénat) 、ポーランド (Waneko) からも翻訳版が発売されている。

## ストーリー
ベトナム戦争での、アメリカ軍の特殊部隊偵察チームに所属するパッキー、ラッツ、ボタスキー、チコの戦いを描く。彼らのコードネームは「キャット・シット・ワン」（猫の糞1号）。
続編の『Cat Shit One'80』ではカンボジア内戦の大量虐殺証拠確認のためにチームを再結成して戦いの舞台を1980年代の東西冷戦下へと移し、『Cat Shit One JP』ではパッキーの息子ジョナサンの視点で湾岸戦争を描く。

## 登場人物

### キャットシットワン
パッキー（パーキンス）
アメリカ陸軍特殊部隊群（グリーンベレー）隊員。特殊作戦グループベトナム軍事顧問団第5特殊部隊（MACV/SOG 5th Special Forces Gr.)所属。偵察チーム・キャットシットワンの隊長。階級は自称軍曹。実際には士官であり、物語中で初めて明らかになった時点では大尉。ヴェトナム戦後は少佐になる。性格はラッツ曰く楽天家。彼の存在については合衆国大統領も関与できない最高レベルの国防機密となっている。
当初はラッツ、チコ他の現地兵ともども「ゾンビ」のコードネームで活動していた。現地兵との関係も良好ではなかったが、共に戦う中で絶対に現地兵を見捨てず、現地兵を後回しにしようとする友軍へ銃を突き付けて救助させた事などから「パキになら全員ついていく」と言われるほどの信頼を勝ち取った。その後、基地を襲撃した北ベトナム軍を追跡するにあたり、志願したボタスキーを加えて「キャットシットワン」のコードネームをつけられる。
キャットシットワンとしての活躍は多岐に渡り、その名前は北ベトナム軍にも知られている。一度はそのため捕虜として拷問を受け、偽の虐殺の陳述書にサインを強要された事もある。ベトナム撤兵直前には米軍の独断作戦である小型戦術核兵器の設置任務にも従事するが、ラッツ、ボタスキーとの相談を経て任務を放棄した。
'80ではイギリスとの交換将校としてSASに所属、サー・マイケル・ローズの下で駐英イラン大使館占拠事件におけるニムロッド作戦に参加し、フォークランド紛争やアフガニスタンでの任務にも従事しており、英国滞在中に独GSG9のウルリッヒ・ヴェーゲナーや仏GIGNのクリスチャン・プルートーといった欧州の対テロ組織の指揮官達とも親交を深める。また米軍に戻って以降はベックウィズの下に居た為かデルタフォースのOBの様な扱いを受けており、SEALS等別組織での訓練も受け持ち実質米軍特殊作戦群全体のOBの様に扱われている。
実は彼は2005年の人間世界から来た1970年生まれの人間で、フリーダム宇宙ステーションから出発した火星着陸船「オデッセイ」に乗った宇宙飛行士だった。火星に向けて降下中に謎のワームホールに船ごと吸い込まれ、1966年の動物世界のラオスに墜落した。その時には既に人間の姿を失い、ウサギになっていた(宇宙船に貼っていた家族の写真もウサギに変わっていた)。一緒に乗っていた乗組員は宇宙船を包囲していた北ベトナム兵に射殺されたが、パッキーは救難飛行隊に救助される。後に、CIAにより新しい経歴と家族を用意してもらう。NASAからのオファーもあったが断り、人間界でのベトナム戦争におけるアメリカ敗戦の歴史を変えるために戦うことを選択する。ただし、作中ではそのための具体的な行動は描かれず、'80の時代でも歴史が変わった様子は特に見られない。

ラッツ（ホワイト）
アメリカ陸軍特殊部隊隊員。MACV/SOG 5thSFG所属。キャットシットワンのメンバーでは最古参。階級は自称伍長、実際には軍曹。ヴェトナム語に精通し、通訳を担当する。理知的な性格で、パッキーの右腕的存在。ブロンクス出身。プアホワイトの家庭に育つ。繊細な面もあり、一時帰国した際はベトナム帰還兵へのバッシングや反戦運動に深く傷ついていた。また近所に広島出身の日本人が住んでいたことから、核兵器使用には批判的。
帰還後は軍を除隊し荒んだ生活を送っていたようで、Vol.0でのパッキーとの再会は留置場の中で果たされている。'80では経験を買われて（人員削減中の）CIAの現場要員になっている。一時期は日本で日米安全保障連絡協議会に出席していたが、（主に北朝鮮による）スパイ活動や日本人拉致疑惑に対する日本側の対応策の無さを指摘する発言が内政干渉であると反論され、乱闘に発展。直後に中東支部に異動、北部同盟のムジャヒディーンを訓練している。その最中、挙式を控えていた婚約者をミーシャが係わった爆弾テロで失っている。

ボタスキー
アメリカ陸軍特殊部隊隊員。MACV/SOG 5thSFG所属。キャットシットワンの通信担当。アジア人嫌いの南部出身黒人。臆病な性格。入隊前はフロリダの農園で働いていたとの事。
当初は実際に作戦行動を行う歩兵ではなく基地付きの通信兵として志願してSOGに配属されており、故にチームの米軍メンバーで唯一、特殊部隊員としての訓練を受けていない。そのためか作中でもヘマをする描写がやや多く、たびたび恐怖で動けなくなる。一方、「無線がなくなったら皆のお荷物になる」「（自分以外の）誰が無線を扱うんだ？」と仲間たちと一緒に戦おうとする意思は強い。
'80ではラッツと同じく軍を除隊しており、バンバーグのファーストフードチェーンを開業して大成功を収め、近く日本にも支店をおく予定でいる。ファーストフード店の経営が主な様だが、ラッツに頼まれると経営を親族に任せて作戦に参加したり、中国人を通じて北部同盟に武器弾薬を供給したりもしている。アジア人嫌いは無くなり、カンボジア難民の子どもと遊ぶ姿を見たラッツに「あいつも変わった」と言われるほど。ただベトナム参戦時代も、チコに命を救われてからは現地兵の態度を若干緩めている。

チコ
ヴェトナム山岳民族モンテニヤードの出身で少数民族ノラ族族長の息子。アメリカ軍によって教育を受けた、頼りになる現地兵。
キャットシットワンの面々とは単なる米兵と現地兵という以上の関係で、部隊の危機には装甲車両を強引に調達して援護に向かったり、パッキーとボタが捕虜になった時は任務外にもかかわらず部族を率いて救助に協力している。米軍のベトナム撤退が決まり部隊が解散する際には、餞別として金を渡されるも「金目当てではない」と受け取りを拒否した。
'80ではベトナム戦争後ラオス内戦に参加するも、米国の支援が無くなった後は敗走、タイで難民として生活していた所をパッキーに助けられている。以降は亡命ノラ族の互助会をしているらしいが、カンボジアへクメール・ルージュによる大虐殺の証拠を確認に向かったり、ボタスキーと共にアフガニスタンへ行ったり、パナマでの作戦に参加する等、準軍事行動に加わったりもする。

### アメリカ軍
ロン（ロビン）
アメリカ陸軍特殊部隊隊員。階級は不明だがパッキーと同等に会話しているシーンが見られる。偵察任務や潜入任務に付いていることから特殊作戦グループベトナム軍事顧問団第5特殊部隊（MACV/SOG 5th Special Forces Gr.)所属であると思われる。
BDA(爆弾損害評価)任務の最中VCに待ちぶせされチームは全滅しフランス人リーダーのジュリアンに処刑される。

ベックウィズ
アメリカ陸軍将校。階級は少佐。戦後は大佐になる。ヴェトナムで米軍特殊部隊隊員とヴェトナム人レインジャーとで偵察チームを組織し、指揮官を務める。
'80でも変わらずパッキーの上官で、彼をSASに派遣した。史実世界同様に特殊部隊構想の第一人者としてデルタフォースを設立しているが「官僚主義に呑み込まれた」らしく、苦労している様子。最終的にはイーグルクロー作戦失敗の責任を取って退職した。

サイドワインダー
アメリカ空軍所属の前線航空管制官（FAC）。OV-10ブロンコに搭乗しパッキー達を空から支援する。'80ではCIA中東支部長となっており、中東に異動になったラッツを北部同盟の指導者であるマスード将軍に引き合わせる。

エルモア
アメリカ陸軍将校。第一騎兵師団所属の少佐。退役後は警察署長。休暇で街に出ていたパッキー達とベトナム人孤児の処遇を巡って対立、その際パッキーの存在そのものに関わる「国防機密」を基にベックウィズに諭されて以来顔を合わせる度に（退役後に至るまで）将軍、地元の州知事等上層部から「パーキンスを即時解放せよ」との命令を受け、煮え湯を飲まされ続けている。

ジョナサン・パーキンス
パッキーの末息子でJPの主人公。'80第4巻で初登場した時は大学生だったが中退し、米陸軍のレンジャー部隊に所属。JPのタイトルは彼のイニシャルに由来。父であるパッキーとの折り合いが悪く長らく実家に帰っておらず、また父と比較されるのを嫌いその事で喧嘩をしたりもしている。'80でのパッキーと同様、現在はSASに交換将校として在籍。しばしば紅茶を飲み、その様子を英兵からは「植民地人が文明人の真似をしている」とからかわれる。

バド・パーキンス
パッキーの息子の一人。海軍のパイロット。ジョナサンの他にも海兵隊、空軍、CIAにも兄弟がいる。湾岸戦争の最中、搭乗するF/A-18が墜落。脱出後ジョナサンのチームに救出される。

### 陸上自衛隊
池田/佐藤/斉藤/中村
日本から研修でやってきた自衛隊員で、階級は池田から順に大尉、中尉、曹長、軍曹（アメリカ側からの呼称。隊員同士では自衛隊式の呼称が使われる）。パッキーの指揮下に置かれる。当初は「レンジャー!」と自衛隊レンジャー式の掛け声で受け答えをしたが、パッキーにたしなめられる。自衛隊はヴェトナム戦に参加することは法的にできないため、表向きは韓国兵かヤードという扱いにされる。池田は父親の勧めで日本刀を携行してきており、ラオスのCIAラジオ・ステーション奪回作戦時の白兵戦でこれを使用する描写がある。斉藤は最初の研修で負傷、二度目の研修では海兵隊のフォースリーコン配属となる。佐藤と中村は小林源文の他の作品にも登場する同名の人物に相当し、失敗を繰り返す中村に対し佐藤が小突き回すという「お約束」の展開がされる。

### 南ベトナム政府軍
チ少佐
BDQ(南ベトナムレインジャー)指揮官。赤いベレー帽にサングラスをしている。ベトコンのフランス人リーダーを襲撃する作戦などで現場に出て指揮をとるがアメリカ軍の進言を無視するなど具体的な戦果は上げられていない。
南ベトナム大統領の縁者であることを盾にヤードに支払う給料をピンはねしていたり、アメリカ軍の作戦を敵である北ベトナム側に報告していたりとパッキーやベックウィズから煙たらがられている。
VOL.0ではベトナム軍の将軍となってパッキーらの前に登場する。パッキーたちからの評価は前述の通りであったが、独自の理論をもって彼らをあしらい、見逃す形でキャットシットワンの窮地を救っている。

カウ中尉
BDQ(南ベトナムレインジャー)の士官。赤いベレー帽に右目に眼帯をつけている。チ少佐と違いアメリカ軍やパッキーらの指示に良く従い行動する。

### 南ベトナム解放戦線
ジュリアン
フランス人の地主。フランス人社会では名士と呼ばれている。インドシナ戦争当時から共産主義側についておりベトコン側と南ベトナム政府にも税金を収めている。
ベトコンのリーダーとして自ら武器を取って指揮をし、ロンの偵察チームを待ちぶせて全滅させた。 この時にロンを処刑したことがきっかけでパッキーに仇として狙われることになる。婚約者との仲は良好で、銃弾を受けたホイを担いで「一緒に帰ろう」と奮闘するなど、一個人としては良い人物であった。
敵討ちにきたパッキーらと南ベトナム政府軍の共同作戦により包囲され、撤退を試みるが半錯乱状態のボタスキーによって射殺される。

ホイ
ジュリアンと一緒に行動するメガネをかけた兵士。ジュリアンに進言するなどから副官的な立場であると言える。服装は北ベトナム正規軍に似ているが南ベトナム解放戦線として作戦に従事している。
ジュリアンと共に撤退しようとするがラッツに撃たれる。

### 国際反共十字軍
マオ大人（ターレン）
パッキー達が一時的な任務で参加した多国籍の半独立集団「国際反共十字軍」のリーダー。中国系でCIAあるいは南ベトナム指揮下で麻薬等の密輸を行っており中国国民党の残党や北ベトナムともコネクションを持っている。思慮深く大らかな一方抜け目の無い一面も併せ持つ。
サンテ
マオ大人とはツーカーの仲のフランス人船長。マオ大人の言によるとインドシナ戦争時代に戦功を挙げたとのこと。船の隔壁にホー・チ・ミンとジョンソン大統領の肖像写真をひとつの額縁に裏表に掲げている世渡り上手。

### ソ連/ロシア軍
ミーシャ・クリンコフ
'80から登場。ロシア人の若手士官。ソ連・ロシア空挺軍少尉。少尉候補生のうちに補充兵としてアフガニスタンに派遣された。後に空挺学校を首席で卒業して少尉となり、スペツナズに進む。が、前線では相変わらず新人扱いされている。スペツナズの訓練成績も優秀だったようだが、本人の能力よりも、KGB将軍の地位にある彼の父親への配慮の結果である模様。アフガニスタンでパッキーと二度出会っており彼に借りを作らされている。

セルゲイ
JPに登場するスペツナズ出身のロシア軍士官。交換将校としてSASに在籍中。ジョナサンとはシベリアで行われた協同演習で知り合って以来友人となる。KGB将軍が身内にいるが、ミーシャとの関係は不明。ジョナサンのことをしばしばヨハンあるいはヨセフと呼ぶ。

## キャラクターの表現について
『Cat Shit One』では、登場キャラクターは全て人間以外の動物で表現されている。これについて、作者の小林源文は「人間のベトナム戦争が嫌になったので、当時ＣＭで流れた松田聖子のペンギンズメモリーのアニメがヒントで、米軍はウサギ、インドシナは猫で始めた」と自身のX（旧twitter）で述べている。動物の種類はキャラクターの出身国によって分かれている。
- アメリカ人 - ウサギ [注 3]（由来は米兵―USA GIから。また作者の小林源文は自宅で複数のウサギを飼った経験を持つ）
- 東南アジア系 - ネコ （ウサギ同様作者による飼育経験を踏まえている）[2]
- フランス人 - ブタ （由来はフランス料理のトリュフを取るブタから）[2]
- 中国人 - パンダ
- 日本人 - チンパンジーまたはゴリラ[2]
- ロシア人 - クマ
- 韓国人 - イヌ （由来は朝鮮料理の「ポシンタン(犬鍋)」から）
- イギリス人 - ネズミ （由来は「砂漠のネズミ」から）
- オーストラリア人 - カンガルー もしくは コアラ
- ドイツ人 - キツネまたはオオカミ[注 4]
- イタリア人 - タヌキ[2]
- 中央アジア系 - ヤギまたはヒツジ[2]
- 中東系 - ヒトコブラクダ[2]
- グルカ兵 - ヒツジ
- ラテン系 - ウシ[2]
- アフリカ系 - カバまたはサイ[2]

## その他
- 作中では時たまに作者か編集者のミスで人物が言うセリフの階級が変わっていることがあり、 有名なものではVol.0に登場するカウ中尉はVCが基地に夜襲を仕掛けてきたときに、パッキーと合流した時にパッキーからカウ少尉と言われている。
- アメリカ軍には「ドッグシットワン（犬のクソ野郎）」というウェストポイント（陸軍士官学校）の下級生につけるあだ名があり、それが転じて「キャットシットワン」になった。なお『Cat Shit One』Vol.1に、人間が主人公の『Dog Shit One』という短編が掲載されている。
- 作者曰く、彼らの下半身が裸に見える人は大至急で病院に行く必要があるとのこと。
- 同様に、劇中に登場するストリッパーがパンティを着用していても、疑問を感じてはいけない。
- また、アフガン人が振舞ってくれるご馳走の中身も詮索してはいけない。
- 小林源文の別作品『狼の砲声』限定版や『オメガJ』単行本巻末には第二次大戦中のドイツとソ連の戦いを描いた「ウサギの黒騎士」が収録されている。キャラクターはCat Shit Oneと同様に動物を擬人化したものとなっている。上述の通りCat Shit One本編でのドイツ人はオオカミだが、本作では題名の通りウサギになっている。また、『Cat Shit One '80』Vol.3巻末には「ウサギの黒騎士物語」が収録されている。題名が似ているが、内容はまったく別物でコメディ色が強いものになっている。

## 映画版
フル3DCG映画「CAT SHIT ONE -THE ANIMATED SERIES-」が、3DCG制作会社のアニマによって制作され、劇場公開に先駆けて2010年7月17日から同年9月20日までYouTubeで無料公開されていた。無料公開版では、流血表現は削除されている。

### ストーリー
舞台は中東某国。テロ組織に誘拐されたアメリカの民間軍事会社｢キャロットミリタリーサービス(略称CMS)｣の社員3名を発見した、同社特殊部隊員「Cat Shit One」のパッキーとボタスキーは、人質の1人が殺されたのを見て援軍を待たずに2人だけで救助作戦を開始する。

### 声の出演
- パッキー - 土田大
- ボタスキー - 日野聡

この映画版ではラッツとチコは登場していないが、同時系列で別任務を遂行しているストーリーが『Cat Shit One '80』の単行本第3巻に収録されている。

### スタッフ
- 原作：小林源文
- プロデューサー：岡部淳也
- 監督：笹原和也
- 脚本：セキサカイヒロシ、笹原和也
- 軍事考証：長谷川朋之
- 製作：株式会社ブラスト（旧社名: IDA）、株式会社anima

## 書籍情報
- 小林源文 『Cat Shit One』Vol.0 ソフトバンククリエイティブ、2005年: ISBN 4-7973-3298-0
- 小林源文 『Cat Shit One』Vol.1 ソフトバンククリエイティブ、1998年: ISBN 4-7973-0716-1
- 小林源文 『Cat Shit One』Vol.2 ソフトバンククリエイティブ、2000年: ISBN 4-7973-0960-1
- 小林源文 『Cat Shit One』Vol.3 ソフトバンククリエイティブ、2002年: ISBN 4-7973-2163-6
- 小林源文 『Cat Shit One '80』Vol.1 ソフトバンククリエイティブ、2008年: ISBN 978-4-7973-4849-1
- 小林源文 『Cat Shit One '80』Vol.2 ソフトバンククリエイティブ、2009年: ISBN 978-4-7973-5284-9
- 小林源文 『Cat Shit One '80』Vol.3 ソフトバンククリエイティブ、2010年: ISBN 978-4-7973-5912-1
- 小林源文 『Cat Shit One '80』Vol.4 ソフトバンククリエイティブ、2013年: ISBN 978-4-7973-7274-8
- 小林源文 『Cat Shit One JP』ソフトバンククリエイティブ、2011年: ISBN 978-4-7973-6337-1